# Biología de poblaciones microbianas
La biología de poblaciones microbianas es la aplicación de los principios de la biología de poblaciones a los microorganismos.

## Distinción de otras disciplinas biológicas
La biología de poblaciones microbianas, en la práctica, es la aplicación de la ecología de poblaciones y la genética de poblaciones para comprender la ecología y evolución de bacterias, arqueobacterias, hongos microscópicos (como levaduras), eucariotas microscópicos adicionales (por ejemplo, protozoos y algas) y virus.
La biología de poblaciones microbianas también abarca la evolución y la ecología de las interacciones comunitarias ( ecología comunitaria) entre microorganismos, incluida la coevolución microbiana y las interacciones depredador-presa. Además, la biología de la población microbiana considera las interacciones microbianas con organismos más macroscópicos (por ejemplo, interacciones huésped - parásito), aunque estrictamente esto debería ser más desde la perspectiva del organismo microscópico que del macroscópico. Gran parte de la biología de poblaciones microbianas puede describirse también como ecología evolutiva microbiana. Por otro lado, los biólogos de poblaciones típicamente microbianas (a diferencia de los ecologistas microbianos) están menos preocupados por las cuestiones del papel de los microorganismos en la ecología del ecosistema, que es el estudio del ciclo de nutrientes y el flujo de energía entre los componentes bióticos y abióticos de los ecosistemas.
La biología de poblaciones microbianas puede incluir aspectos de evolución molecular o filogenética. Estrictamente, sin embargo, estos énfasis deben emplearse para comprender cuestiones de evolución y ecología microbianas en lugar de como un medio para comprender verdades más universales aplicables tanto a organismos microscópicos como macroscópicos. En consecuencia, los microorganismos en tales esfuerzos deberían ser reconocidos como organismos en lugar de simplemente como sistemas modelo reduccionistas moleculares o evolutivos. Por lo tanto, el estudio de la evolución in vitro del ARN no es biología de poblaciones microbianas y tampoco es la generación in silico de filogenias de secuencias que de otro modo no serían microbianas, incluso si algunos aspectos pueden ser de alguna manera (especialmente no intencional) análogos a la evolución en poblaciones de microbios reales. 
La biología de poblaciones microbianas puede implicar (y a menudo lo hace) la comprobación de hipótesis ecológicas y evolutivas más generales. Una vez más, es importante mantener cierto énfasis en el microbio, ya que en algún momento esta biología de población microbiana "impulsada por preguntas" se convierte en biología de población que utiliza microorganismos. Debido a que el punto de partida de estos énfasis potencialmente dispares puede ser algo arbitrario, existen límites vagos y no universalmente aceptados en torno a lo que constituye y no constituye la disciplina de la biología de poblaciones microbianas.

## Conferencia de Gordon sobre biología de poblaciones microbianas
Cada año impar, se ha llevado a cabo una Conferencia de Investigación de Gordon sobre Biología de Poblaciones Microbianas en Nueva Inglaterra (y generalmente en Nuevo Hampshire). Resaltando 
La biología de poblaciones microbianas cubre una amplia gama de temas de vanguardia en las ciencias microbianas y más allá. Con una base firme en la biología evolutiva y con un enfoque fuertemente integrador, las reuniones anteriores han cubierto temas que van desde la dinámica y la genética de la adaptación hasta la evolución de la tasa de mutación, la ecología comunitaria, la genómica evolutiva, el altruismo y la epidemiología.
| año  | Presidente(s)          | Vicepresidente(s)             | información adicional                      |
| ---- | ---------------------- | ----------------------------- | ------------------------------------------ |
| 2017 | Eva Top y Larry Forney | Ben Kerr                      | página GRC                                 |
| 2015 | Miguel Travisano       | Eva Top y Larry Forney        | página GRC                                 |
| 2013 | Pablo E. Turner        | Miguel Travisano              | página GRC                                 |
| 2011 | James J. Toro          | Pablo E. Turner               | Página de GRC, página de la reunión actual |
| 2009 | Antonio M. Decano      | James J. Toro                 | Página de GRC, página de la reunión actual |
| 2007 | Pablo B. Rainey        | Antonio M. Decano             | Página de GRC, página de la reunión actual |
| 2005 | Margaret A. Riley      | Pablo B. Rainey               | Página de GRC, página de reuniones pasadas |
| 2003 | Siv G. E. Anderson     | Margaret A. Riley             | Página de GRC, página de reuniones pasadas |
| 2001 | Lin Chao               | Siv G. E. Anderson            | Página de GRC, página de reuniones pasadas |
| 1999 | Howard Ochman          | Ricardo Moxon                 | Página de GRC, página de reuniones pasadas |
| 1997 | Julián P. Adams        | Susan M. Rosenberg            | Página de GRC, página de reuniones pasadas |
| 1995 | Daniel E. Dykhuizen    | Richard E. Lenski             | Página de GRC, página de reuniones pasadas |
| 1993 | Juan Roth              | Romero J. Redfield            | Página de GRC, portafolio de conferencias  |
| 1991 | Allan M. Campbell      | Daniel E. Dykhuizen           | Página de GRC, portafolio de conferencias  |
| 1989 | Mónica Riley           | Conrado A. Istock             | Página de GRC, portafolio de conferencias  |
| 1987 | Barry G. Hall          | Daniel E. Dykhuizen           | Página de GRC, portafolio de conferencias  |
| 1985 | Bruce R. Levin         | Daniel L. Hartl Barry G. Hall | Página de GRC, portafolio de conferencias  |